# Râul Eșelnița
Râul Eșelnița sau Râul Ieșelnița este un curs de apă, afluent al Dunării. 